# 菲利普·卡塞尔
菲利普·卡塞尔（德語：Philipp Kassel，1876年9月22日—1959年5月25日），美国男子体操运动员。他曾获得1904年夏季奥运会体操比赛男子团体全能金牌。他也参加了田径比赛的三项全能项目。